# Hyacinthe-Charles-René de Quatrebarbes
Pour les articles homonymes, voir Hyacinthe de Quatrebarbes.
Pour les autres membres de la famille, voir Famille de Quatrebarbes.
Hyacinthe-Charles-René de Quatrebarbes, marquis de Quatrebarbes, né le 14 juillet 1759 à Château-Gontier et mort le 22 mai 1835 à Angers, est un militaire et un homme politique français.

## Carrière
Officier de cavalerie, capitaine au Régiment Royal en 1789, il émigre en 1791, et effectue la campagne militaire dans l'armée du duc de Bourbon-Condé faisant partie de l'Armée des émigrés. Il rejoint ensuite la chouannerie, et est l'un des signataires de la pacification de Candé.
Sous le Premier Empire, le préfet le nomme en 1808 maire d'Argenton-Notre-Dame, et son frère est nommé au même moment maire de Châtelain. Il est désigné comme un des Grands notables du Premier Empire du département de la Mayenne.
Hyacinthe transmet en 1813 à son fils aîné Hyacinthe de Quatrebarbes la mairie d'Argenton. Il participe aux Cent Jours comme capitaine au soulèvement des compagnies royales de la Loire. Il fait nommer son fils aîné, sous-préfet de Château-Gontier le 2 aoôut 1815, en remplacement de Joseph d’Estourmel, préfet de l'Aveyron. 
Le fils aîné est remplacé le 17 mars 1819 pour ses prises de position trop favorables aux Ultraroyalistes. Son père démissionne de la mairie d'Argenton, et son choix comme successeur est un de ses fermiers qui sait à peine signer.

## Famille
Membre de la famille de Quatrebarbes, il est le fils aîné de Hyacinthe-René de Quatrebarbes, comte de Quatrebarbes, emprisonné et décédé à Château-Gontier le 9 mars 1794 et de Marie Anne  Débonnaire. Il est le frère d'Augustin Lancelot de Quatrebarbes. 
- Hyacinthe-René, comte de Quatrebarbes (1713-1794) ∞ Marie Anne Débonnaire
  - Hyacinthe-Charles-René, marquis (1759-1835)  ∞ Marie Leroy de La Potherie
  - Perrine (1761-1829) ∞  René Déan de Luigné
  - Augustin Lancelot (1763-1842) ∞ Félicité Auguste Gabrielle Bourdon de Gramont ∞ Louise des Hayes de Cosmes

Il épouse Marie Leroy de La Potherie, sœur de Louis Le Roy de La Potherie, dont  plusieurs enfants :
- Hyacinthe de Quatrebarbes, marquis (1785-1857)
- Théodore de Quatrebarbes (1803-1871).

Pendant la Révolution française, malgré une vente nationale qui ne fut qu'un moyen de sauver l'héritage de cette famille, le domaine de la Sionnière est resté la propriété et la demeure des Quatrebarbes. Le château et ses caves subirent le pillage des bataillons de la Nièvre et du Calvados qui y logeaient, le 11 septembre 1794.
- En gras, les marquis de Quatrebarbes ;

- Hyacinthe--Charles-René, marquis de Quatrebarbes (1759-1835) ∞ Marie Leroy de La Potherie
  - Hyacinthe-René, marquis de Quatrebarbes (1785-1857) ∞ Catherine Gauché de Princé (1791-1847), dont :
    - Louis Hyacinthe, marquis de Quatrebarbes (1811-1879) ∞ Hermine Marie Joséphine Jousseaume de la Bretesche
      - Bernard, comte de Quatrebarbes (1840-1867), zouave pontifical
      - Louis-Marie, marquis de Quatrebarbes (1854-1930)

    - Marie Pauline (1812-1882) ∞ Pierre Georges, comte d'Héliand
      - Georges d'Héliand, zouave pontifical, décédé en 1860

    - Marie Clotidle (1814-1831)
    - Xavier François Charles (1815-?)
    - Marie (1817-?)
    - Marie Thérèse (1819-1880)  ∞ Zacharie du Réau de La Gaignonnière
      - Zacharie, zouave pontifical

    - Charles Philippe Jean Urbain (1824-1893) ∞ Elisabeth Agathe Charlotte de Bailly

  - Claire (1794-1869)
  - Théodore, comte de Quatrebarbes, (1803-1871)

## Sources
- Michel Denis, Les royalistes de la Mayenne, p. 47, 153 et 218
- François Dornic, Grands notables du Premier Empire : Mayenne, Editions du CNRS, 1986, p. 106-107